# Francesco Sansovino

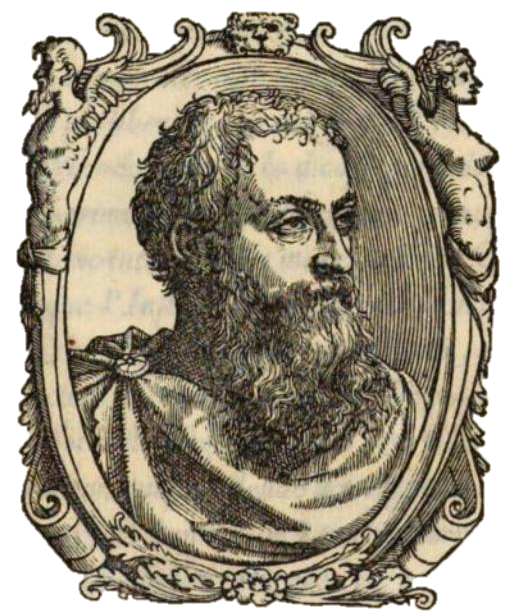
Francesco Sansovino

Francesco Sansovino, eigentlicher Name Francesco Tatti (* 1512 in Rom; † 1586 in Venedig) war ein italienischer Gelehrter, Dichter und Autor.

## Leben
Sansovino war ein Sohn von Jacopo Sansovino und verbrachte den größten Teil seines Lebens in Venedig. Er war ein sehr produktiver Dichter und Autor historischer und philosophischer Schriften. Zu seinen Werken zählen „Del governo dei regni e delle repubbliche“ (1561), eine Schrift über die Regierungsformen in Italien und „Origini e fatti delle famiglie illustri d’Italia“, eine Beschreibung von Italiens führenden Städten und ihren Adelsfamilien. Sein vierzehn-bändiges „Venetia“ (1581) war der erste Versuch, einen Überblick über die Kunst und Architektur dieser Stadt (einschließlich der Werke seines Vaters) zu schaffen.
Die Romanistik kennt ihn als Herausgeber von fünf grammatischen Abhandlungen: „Osseruationi della lingua volgare di diuersi huomini illustri, cioe del Bembo, del Gabriello, del Fortunio, dell’Acarisio, et del Corso“ (1562).

## Werke

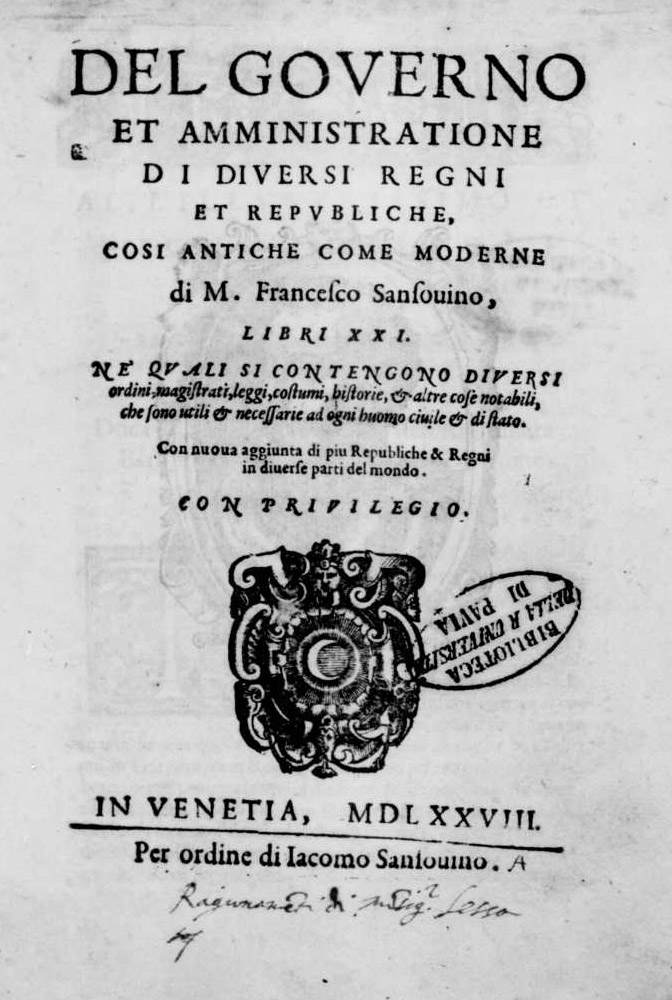
Del governo dei regni e delle repubbliche così antiche come moderne, 1578

- Del governo e amministrazione di diversi regni e republiche (1562)
- Della materia medicinale, Venedig, Giovanni Andrea Valvassori, 1562.
- Del governo e amministrazione di diversi regni e republiche (1562)
  - Del governo dei regni e delle repubbliche così antiche come moderne, Giovanni Antonio Bertano, Venedig 1578 (Digitalisat)
- Dell’origine dei Cavalieri, Venedig, 1566.
- Del governo de Regni et delle repvbliche antiche et moderne di M. Francesco Sansovino Libri XXI, Venedig 1567. (Digitalisat)
- Venetia, città nobilissima, et singolare, Descritta in XIIII libri (1581) Google Books; 1663 edition
- Le antichità di Beroso Caldeo Sacerdote. Et d’altri scrittori, così Hebrei, come Greci et Latini, che trattano delle stesse materie, 1583.
- Concetti politici (1583) found in Propositioni, overo considerationi in materia di cose di Stato, sotto titolo di avvertimenti, avvedimenti civili et concetti politici, 1588.
- Historia universale dell’origine et imperio de’Turchi: Con le guerre successe in Persia, in Ongaria, in Transilvania, Valachia, sino l’anno 1600, 1600.